# Батмановский сельсовет
Батма́новский сельсовет — упразднённая в 2005 году административно-территориальная единица в Кинешемском районе Ивановской области Российской Федерации.
Административный центр — село Батманы.

## История
Упразднён 25 февраля 2005 года с созданием Батмановского сельского поселения.

## Состав
В скобках — последняя дата официального существования населённого пункта.
- Абрамово (до 29.08.1995)
- Антипино
- Аристово
- Баранцево (до 26.10.1964)
- Батманы
- Бордуки (до 29.08.1995)
- Бородино
- Варашино
- Вахутино
- Вахутки Малые (до 26.10.1964)
- Воробьевцы (до 17.02.1972)
- Воронино
- Головинская
- Горбово
- Горки Большие
- Горки Малые (до 26.10.1964)
- Гришинская
- Денисово
- Добрыниха
- Забелино (до 26.10.1964)
- Забелиха (до 17.02.1972)
- Закусихино
- Замостная
- Зуиха
- Иваньково (до 12.12.1977)
- Казаково (до 26.10.1964)
- Калиниха (до 12.12.1977)
- Карпушиха (до 17.02.1972)
- Кислячиха
- Кобылино
- Кодочигово (до 29.08.1995)
- Косикино (до 26.10.1964)
- Кочи
- Красники
- Крутицы
- Кузнечиха
- Лагуниха
- Линды
- Макарово
- Мартыново (до 17.02.1972)
- Мокеиха (до 26.10.1964)
- Наумиха
- Недорезы (до 29.10.1993)
- Никитино (до 17.02.1972)
- Ногинская
- Оферы (до 21.12.1981)
- Пальбищи (до 26.10.1964)
- Подкурново
- Подкурново Малое (до 26.10.1964)
- Починок Тихоновский (до 17.02.1972)
- Пырьево
- Пятериково
- Рогуши
- Свистяги (до 17.02.1972)
- Семёнково Большое (до 12.12.1977)
- Семёнково Малое (до 26.10.1964)
- Сидоровская
- Спас Берегово (до 26.10.1964)
- Сухие Гари (до 2.11.1983)
- Тереньково (до 12.12.1977)
- Тимониха
- Филинская
- Шилово
- Якушиха (до 26.10.1964)